# Apartment 7A
Apartment 7A (prt: Apartment 7A; bra: Apartamento 7A) é um filme americano do gênero terror psicológico dirigido por Natalie Erika James, que coescreveu o roteiro com Christian White e Skylar James, baseado em uma história de Skylar James. O filme serve como uma prequência de Rosemary's Baby (1968), que foi uma adaptação do romance de mesmo nome de Ira Levin.

## Sinopse
O filme gira em torno de uma jovem dançarina que aluga um quarto de um casal de idosos.

## Elenco
- Julia Garner
- Dianne Wiest
- Marli Siu
- Rosy McEwen

## Produção

### Desenvolvimento
Em março de 2021, foi relatado que Natalie Erika James iria dirigir um filme de terror psicológico chamado Apartment 7A. James coescreveria o roteiro com Christian White, baseado em um rascunho anterior escrito por Skylar James. John Krasinski, Allyson Seeger, Michael Bay, Andrew Form e Brad Fuller iriam produzir o filme, que seria uma produção conjunta entre a Paramount Players, Sunday Night Productions e Platinum Dunes. Após o sucesso da franquia Um Lugar Silencioso, o projeto estava entre vários roteiros que o estúdio vinha desenvolvendo com tom semelhante. Apartament 7A foi escolhido entre esses projetos para entrar rapidamente na pré-produção.
As filmagens começaram em 15 de março de 2022, em Londres. Em abril, Garner foi flagrado filmando cenas para o filme em torno do Beppe's Cafe, no East End de Londres. Em junho de 2022, foi anunciado que as filmagens haviam sido encerradas. Mais tarde naquele mês, o Bloody Disgusting relatou que o filme era secretamente uma prequência do filme Rosemary's Baby.

### Escalação do elenco
Em janeiro de 2022, Julia Garner foi escalada para o filme. Em março, Dianne Wiest foi escalada para o filme. Em março de 2023, Rosy McEwen foi adicionada ao elenco.

## Lançamento
O filme estreou no Fantastic Fest em 20 de setembro de 2024, antes de ser lançado pela Paramount+, via vídeo sob demanda, nos Estados Unidos em 27 de setembro de 2024. O filme foi distribuído pela Paramount Pictures.